# Ранутовац
Ранутовац је насељено место града Врања у Пчињском округу. Према попису из 2022. било је 426 становника (према попису из 1991. било је 452 становника).

## Историја
Група стручњака Археолошког института Српске академије наука и уметности и Филозофског факултета из Београда је 2012. на локацији Мeаниште у Ранутовцу пронашла некрополу из раног бронзаног доба. Некропола је из периода између 2.000 и 1.800 године п. н. е.

## Демографија
У насељу Ранутовац живи 367 пунолетних становника, а просечна старост становништва износи 37,0 година (36,0 код мушкараца и 38,0 код жена). У насељу има 122 домаћинства, а просечан број чланова по домаћинству је 4,02.
Ово насеље је великим делом насељено Србима (према попису из 2002. године), а у последња три пописа, примећен је пораст у броју становника.
|  |

| Демографија | Демографија | Демографија |
| Година      | Становника  | Становника  |
| ----------- | ----------- | ----------- |
| 1948.       | 450         |             |
| 1953.       | 430         |             |
| 1961.       | 421         |             |
| 1971.       | 399         |             |
| 1981.       | 424         |             |
| 1991.       | 452         | 450         |
| 2002.       | 490         | 490         |

| Етнички састав према попису из 2002.‍ | Етнички састав према попису из 2002.‍ | Етнички састав према попису из 2002.‍ | Етнички састав према попису из 2002.‍ | Етнички састав према попису из 2002.‍ |
| ------------------------------------ | ------------------------------------ | ------------------------------------ | ------------------------------------ | ------------------------------------ |
|                                      |                                      |                                      |                                      |                                      |
| Срби                                 | Срби                                 |                                      | 488                                  | 99,59%                               |
| Македонци                            | Македонци                            |                                      | 1                                    | 0,20%                                |
| непознато                            | непознато                            |                                      | 0                                    | 0,0%                                 |

| Година пописа     | 1948. | 1953. | 1961. | 1971. | 1981. | 1991. | 2002. |
| ----------------- | ----- | ----- | ----- | ----- | ----- | ----- | ----- |
| Број домаћинстава | 74    | 76    | 100   | 91    | 100   | 120   | 122   |

| Број чланова      | 1  | 2  | 3  | 4  | 5  | 6  | 7 | 8 | 9 | 10 и више | Просек |
| ----------------- | -- | -- | -- | -- | -- | -- | - | - | - | --------- | ------ |
| Број домаћинстава | 14 | 19 | 10 | 29 | 25 | 17 | 3 | 2 | 2 | 1         | 4,02   |

| Пол    | Укупно | Неожењен/Неудата | Ожењен/Удата | Удовац/Удовица | Разведен/Разведена | Непознато |
| ------ | ------ | ---------------- | ------------ | -------------- | ------------------ | --------- |
| Мушки  | 190    | 44               | 131          | 13             | 2                  | 0         |
| Женски | 197    | 30               | 130          | 35             | 2                  | 0         |
| УКУПНО | 387    | 74               | 261          | 48             | 4                  | 0         |

| Пол    | Укупно                    | Пољопривреда, лов и шумарство | Рибарство                            | Вађење руде и камена | Прерађивачка индустрија       |
| ------ | ------------------------- | ----------------------------- | ------------------------------------ | -------------------- | ----------------------------- |
| Мушки  | 116                       | 19                            | 0                                    | 0                    | 48                            |
| Женски | 87                        | 16                            | 0                                    | 1                    | 41                            |
| УКУПНО | 203                       | 35                            | 0                                    | 1                    | 89                            |
| Пол    | Производња и снабдевање   | Грађевинарство                | Трговина                             | Хотели и ресторани   | Саобраћај, складиштење и везе |
| Мушки  | 4                         | 8                             | 5                                    | 4                    | 9                             |
| Женски | 1                         | 0                             | 4                                    | 5                    | 0                             |
| УКУПНО | 5                         | 8                             | 9                                    | 9                    | 9                             |
| Пол    | Финансијско посредовање   | Некретнине                    | Државна управа и одбрана             | Образовање           | Здравствени и социјални рад   |
| Мушки  | 0                         | 0                             | 6                                    | 4                    | 2                             |
| Женски | 0                         | 0                             | 2                                    | 3                    | 7                             |
| УКУПНО | 0                         | 0                             | 8                                    | 7                    | 9                             |
| Пол    | Остале услужне активности | Приватна домаћинства          | Екстериторијалне организације и тела | Непознато            | Непознато                     |
| Мушки  | 0                         | 0                             | 0                                    | 7                    | 7                             |
| Женски | 0                         | 0                             | 0                                    | 7                    | 7                             |
| УКУПНО | 0                         | 0                             | 0                                    | 14                   | 14                            |